# Autobusna linija br. 209 u Zagrebu
Linija 209 (Dubrava – Čučerje) dnevna je autobusna linija u Zagrebu.
Prometuje svaki dan na trasi: Dubrava – ul. Dubrava – Dankovečka ulica – Sunekova ulica – Čučerska cesta – Prigorska ulica – Čučerje
Povezuje Čučerje i Hukmane, Dankovec i Granešinu s Dubravom gdje se ostvaruje presjedanje na tramvaj.
Autobusna linija za Čučerje uvedena je u travnju 1957. te je nosila drugačiji broj nego što nosi danas.

## Vanjske poveznice
- Vozni red linije 209